# Santiago Sur
Santiago Sur es un corregimiento del distrito de Santiago, en la provincia de Veraguas, República de Panamá. Su creación fue establecida mediante Ley 68 del 30 de octubre de 2017, siendo segregado del corregimiento de Ponuga. Su cabecera es Cirbulaco.